# Noordzeecross
De Noordzeecross is een veldrit die sinds 1959 gehouden wordt in het Belgische Middelkerke en vanaf 2011 deel uitmaakt van de Superprestige veldrijden.

## Erelijst

### Mannen elite
| Datum      | Klassement    | Cat. | Winnaar                | Tweede                 | Derde                  |
| ---------- | ------------- | ---- | ---------------------- | ---------------------- | ---------------------- |
| 08/02/2025 | Superprestige | C1   | Joris Nieuwenhuis      | Eli Iserbyt            | Niels Vandeputte       |
| 10/02/2024 | Superprestige | C1   | Eli Iserbyt            | Michael Vanthourenhout | Joris Nieuwenhuis      |
| 11/02/2023 | Superprestige | C1   | Eli Iserbyt            | Lars van der Haar      | Laurens Sweeck         |
| 2022       |               | C1   | Niet georganiseerd     | Niet georganiseerd     | Niet georganiseerd     |
| 06/02/2021 | Superprestige | C1   | Laurens Sweeck         | Michael Vanthourenhout | Eli Iserbyt            |
| 15/02/2020 | Superprestige | C1   | Laurens Sweeck         | Toon Aerts             | Michael Vanthourenhout |
| 16/02/2019 | Superprestige | C1   | Mathieu van der Poel   | Michael Vanthourenhout | Toon Aerts             |
| 17/02/2018 | Superprestige | C1   | Mathieu van der Poel   | Tim Merlier            | Michael Vanthourenhout |
| 11/02/2017 | Superprestige | C1   | Mathieu van der Poel   | Wout van Aert          | Laurens Sweeck         |
| 13/02/2016 | Superprestige | C1   | Mathieu van der Poel   | Tom Meeusen            | Wout van Aert          |
| 14/02/2015 | Superprestige | C1   | Kevin Pauwels          | Mathieu van der Poel   | Wout van Aert          |
| 15/02/2014 | Superprestige | C1   | Tom Meeusen            | Kevin Pauwels          | Sven Nys               |
| 16/02/2013 | Superprestige | C1   | Klaas Vantornout       | Niels Albert           | Tom Meeusen            |
| 11/02/2012 | Superprestige | C1   | Zdeněk Štybar          | Sven Nys               | Tom Meeusen            |
| 12/02/2011 | Superprestige | C2   | Klaas Vantornout       | Kevin Pauwels          | Bart Wellens           |
| 23/12/2009 | Losse cross   | C1   | Sven Nys               | Tom Meeusen            | Klaas Vantornout       |
| 29/12/2008 | Losse cross   | C1   | Sven Nys               | Thijs Al               | Enrico Franzoi         |
| 29/12/2007 | Losse cross   | C2   | Sven Nys               | Jonathan Page          | Gerben de Knegt        |
| 29/12/2006 | Losse cross   | C2   | Bart Wellens           | Jonathan Page          | Enrico Franzoi         |
| 29/12/2005 | Losse cross   | C2   | Sven Vanthourenhout    | Gerben de Knegt        | Jonathan Page          |
| 16/10/2004 | Losse cross   |      | Sven Vanthourenhout    | Davy Commeyne          | Peter Van Santvliet    |
| 04/10/2003 | Losse cross   |      | Sven Nys               | Bart Wellens           | Ben Berden             |
| 06/10/2002 | Losse cross   |      | Sven Nys               | Tom Vannoppen          | Erwin Vervecken        |
| 20/10/2001 | Losse cross   |      | Sven Vanthourenhout    | Davy Commeyne          | Klaas Vantornout       |
| 21/10/2000 | Losse cross   |      | Kurt De Roose          | Peter Willemsens       | Sven Raeymakers        |
| 16/10/1999 | Losse cross   |      | Peter Willemsens       | Kris Wouters           | Kurt De Roose          |
| 17/10/1998 | Losse cross   |      | David Willemsens       | Peter Willemsens       | Paul Herygers          |
| 17/10/1997 | Losse cross   |      | Paul Herygers          | Danny De Bie           | Kurt De Roose          |
| 19/10/1996 | Losse cross   |      | Paul Herygers          | Marc Janssens          | Kris Wouters           |
| 17/10/1993 | Losse cross   |      | Arne Daelmans          | Peter Willemsens       | Guy Vandijck           |
| 1992       | Losse cross   |      | Peter Van Den Abeele   |                        |                        |
| 1991       | Losse cross   |      | Filip Van Luchem       |                        |                        |
| 1990       | Losse cross   |      | Kurt De Roosse         |                        |                        |
| 22/10/1989 | Losse cross   |      | Wim Lambrechts         |                        |                        |
| 22/10/1988 | Losse cross   |      | Alex Moonen            |                        |                        |
| 24/10/1987 | Losse cross   |      | Norbert Dedeckere      |                        |                        |
| 1986       | Losse cross   |      | Ivan Messelis          |                        |                        |
| 1985       | Losse cross   |      | Freddy De Schacht      |                        |                        |
| 27/10/1984 | Losse cross   |      | Ivan Messelis          |                        |                        |
| 29/10/1983 | Losse cross   |      | Ivan Messelis          |                        |                        |
| 1982       | Losse cross   |      | Paul De Brauwer        |                        |                        |
| 1981       | Losse cross   |      | Freddy De Schacht      |                        |                        |
| 1980       | Losse cross   |      | Johan Ghyllebert       |                        |                        |
| 10/11/1979 | Losse cross   |      | Freddy De Schacht      |                        |                        |
| 1978       | Losse cross   |      | Freddy De Schacht      |                        |                        |
| 11/1977    | Losse cross   |      | Norbert Dedeckere      |                        |                        |
| 05/02/1977 | Losse cross   |      | Norbert Dedeckere      | Albert Van Damme       | Eric De Bruyne         |
| 07/02/1976 | Losse cross   |      | Norbert Dedeckere      | André Geirland         | Eric Desruelle         |
| 08/02/1975 | Losse cross   |      | Erik De Vlaeminck      | Eric Desruelle         | André Geirland         |
| 16/02/1974 | Losse cross   |      | Norbert Dedeckere      | André Geirland         | Eric Desruelle         |
| 17/02/1973 | Losse cross   |      | Erik De Vlaeminck      |                        |                        |
| 1972       | Losse cross   |      | Norbert Dedeckere      |                        |                        |
| 1971       | Losse cross   |      | Erik De Vlaeminck      | Norbert Dedeckere      | John Atkins            |
| 07/02/1970 | Losse cross   |      | Robert Vermeire        |                        |                        |
| 1969       | Losse cross   |      | Erik De Vlaeminck      |                        |                        |
| 03/02/1968 | Losse cross   |      | Roger De Vlaeminck     |                        |                        |
| 1966       | Losse cross   |      | Erik De Vlaeminck      |                        |                        |
| 27/11/1965 | Losse cross   |      | Roger Declercq         |                        |                        |
| 28/11/1964 | Losse cross   |      | Réne Derey             |                        |                        |
| 30/11/1963 | Losse cross   |      | Charles Vanhoutte      | René Derey             |                        |
| 24/11/1962 | Losse cross   |      | Firmin Van Kerrebroeck |                        |                        |
| 1962       | Losse cross   |      | Pierre Kumps           |                        |                        |
| 25/11/1961 | Losse cross   |      | Rolf Wolfshohl         |                        |                        |
| 26/11/1960 | Losse cross   |      | Rolf Wolfshohl         | René Derey             | Albert Van Damme       |
| 28/11/1959 | Losse cross   |      | Roger Declercq         | René Derey             | Firmin Van Kerrebroeck |
| 02/1959    | Losse cross   |      | Firmin Van Kerrebroeck |                        |                        |

### Vrouwen elite
| Datum      | Klassement    | Cat. | Winnaar                    | Tweede                     | Derde                      |
| ---------- | ------------- | ---- | -------------------------- | -------------------------- | -------------------------- |
| 08/02/2025 | Superprestige | C1   | Inge van der Heijden       | Lucinda Brand              | Sara Casasola              |
| 10/02/2024 | Superprestige | C1   | Lucinda Brand              | Laura Verdonschot          | Ceylin del Carmen Alvarado |
| 11/02/2023 | Superprestige | C1   | Ceylin del Carmen Alvarado | Lucinda Brand              | Annemarie Worst            |
| 2022       |               | C1   | Niet georganiseerd         | Niet georganiseerd         | Niet georganiseerd         |
| 06/02/2021 | Superprestige | C1   | Denise Betsema             | Ceylin del Carmen Alvarado | Lucinda Brand              |
| 15/02/2020 | Superprestige | C1   | Ceylin del Carmen Alvarado | Denise Betsema             | Annemarie Worst            |
| 16/02/2019 | Superprestige | C1   | Denise Betsema             | Ceylin del Carmen Alvarado | Loes Sels                  |
| 17/02/2018 | Superprestige | C1   | Sanne Cant                 | Maud Kaptheijns            | Laura Verdonschot          |
| 11/02/2017 | Superprestige | C1   | Sanne Cant                 | Sophie de Boer             | Ellen Van Loy              |
| 13/02/2016 | Superprestige | C1   | Sanne Cant                 | Sophie de Boer             | Nikki Harris               |
| 14/02/2015 | Superprestige | C1   | Sanne Cant                 | Helen Wyman                | Femke Van den Driessche    |
| 15/02/2014 | Superprestige | C1   | Helen Wyman                | Sanne Cant                 | Jolien Verschueren         |
| 16/02/2013 | Superprestige | C1   | Sanne Cant                 | Helen Wyman                | Ellen Van Loy              |
| 11/02/2012 | Superprestige | C1   | Daphny van den Brand       | Nikki Harris               | Pavla Havlíková            |